# تشارلز هنري براون
تشارلز هنري براون (بالإنجليزية: Charles Henry Brown)‏ هو محامي وسياسي أمريكي، ولد في 7 مارس 1904، وتوفي في 26 أبريل 1959. حزبياً، نشط في الحزب الجمهوري. وقد انتخب عضو مجلس نواب فيرمونت.